# 55-я гвардейская танковая бригада
55-я гвардейская танковая Васильковская ордена Ленина Краснознамённая, орденов Суворова и Богдана Хмельницкого бригада — гвардейская танковая бригада Красной армии ВС СССР, в годы Великой Отечественной войны.
Условное наименование — войсковая часть полевая почта (в/ч пп) № 24904.
Сокращённое наименование — 55 гв. тбр.

## История формирования
Бригада формировалась с 12 марта по 3 мая 1942 года в городе Ярославль при клубе фабрики Красный перевал как 113-я отдельная танковая бригада на базе 143-го и 162-го отдельных танковых батальонов вернувшихся с фронта для переформирования и маршевого 113-го мотострелково-пулемётного батальона прибывшего из Гороховецких лагерей. 3 мая 1942 года бригада была передислоцирована в лагеря на станции Костерёво Московского военного округа, 30 мая бригада завершила своё формирование и была отправлена 3 эшелонами на станцию Тула где вошла в состав 3-й танковой армии.
Приказом НКО СССР № 0404 от 26 июля 1943 года 15-й танковый корпус был преобразован в 7-й гвардейский танковый корпус, входившей в него 113-й танковой бригаде также было присвоено почётное звание «Гвардейская». Новый войсковой № 55-я гвардейская танковая бригада был присвоен директивой Генерального штаба КА № Орг/3/138087 от 15 августа 1943 года.

## Участие в боевых действиях
Период вхождения в действующую армию: 26 июля 1943 года — 14 августа 1943 года, 10 сентября 1943 года — 6 сентября 1944 года, 28 октября 1944 года — 11 мая 1945 года.

## Состав
- Управление бригады (штат № 010/270)
- 317-й отдельный танковый батальон (штат № 010/271)
- 318-й отдельный танковый батальон (штат № 010/272)
- Мотострелково-пулемётный батальон (штат № 010/273)
- Истребительно-противотанковая батарея (штат № 010/274)
- Рота управления (штат № 010/275)
- Рота технического обеспечения (штат № 010/276)
- Медико-санитарный взвод (штат № 010/277)
- Рота ПТР (штат № 010/375)
- Зенитно-пулемётная рота (штат № 010/451)

- Управление бригады (штат № 010/500)
- 1-й отдельный танковый батальон (штат № 010/501) (до 16.05.1944 317-й отб)
- 2-й отдельный танковый батальон (штат № 010/501) (до 16.05.1944 318-й отб)
- 3-й отдельный танковый батальон (штат № 010/501)
- Моторизованный батальон автоматчиков (штат № 010/502)
- Зенитно-пулемётная рота (штат № 010/503)
- Рота управления (штат № 010/504)
- Рота технического обеспечения (штат № 010/505)
- Медсанвзвод (штат № 010/506)

## В составе
| Подчинение     | Подчинение            | Подчинение                     | Подчинение                      | Подчинение |
| Дата           | Фронт (военный округ) | Армия                          | Корпус                          | Примечания |
| -------------- | --------------------- | ------------------------------ | ------------------------------- | ---------- |
| 1.08.1943 года | Центральный фронт     | 3-я гвардейская танковая армия | 7-й гвардейский танковый корпус | -          |
| 1.09.1943 года | Резерв Ставки ВГК     | 3-я гвардейская танковая армия | 7-й гвардейский танковый корпус | -          |
| 1.10.1943 года | Воронежский фронт     | 3-я гвардейская танковая армия | 7-й гвардейский танковый корпус | -          |
| 1.11.1943 года | 1-й Украинский фронт  | 3-я гвардейская танковая армия | 7-й гвардейский танковый корпус | -          |
| 1.12.1943 года | 1-й Украинский фронт  | 3-я гвардейская танковая армия | 7-й гвардейский танковый корпус | -          |
| 1.01.1944 года | 1-й Украинский фронт  | 3-я гвардейская танковая армия | 7-й гвардейский танковый корпус | -          |
| 1.02.1944 года | 1-й Украинский фронт  | 3-я гвардейская танковая армия | 7-й гвардейский танковый корпус | -          |
| 1.03.1944 года | 1-й Украинский фронт  | 3-я гвардейская танковая армия | 7-й гвардейский танковый корпус | -          |
| 1.04.1944 года | 1-й Украинский фронт  | 3-я гвардейская танковая армия | 7-й гвардейский танковый корпус | -          |
| 1.05.1944 года | 1-й Украинский фронт  | 3-я гвардейская танковая армия | 7-й гвардейский танковый корпус | -          |
| 1.06.1944 года | 1-й Украинский фронт  | 3-я гвардейская танковая армия | 7-й гвардейский танковый корпус | -          |
| 1.07.1944 года | 1-й Украинский фронт  | 3-я гвардейская танковая армия | 7-й гвардейский танковый корпус | -          |
| 1.08.1944 года | 1-й Украинский фронт  | 3-я гвардейская танковая армия | 7-й гвардейский танковый корпус | -          |
| 1.09.1944 года | 1-й Украинский фронт  | 3-я гвардейская танковая армия | 7-й гвардейский танковый корпус | -          |
| 1.10.1944 года | Резерв Ставки ВГК     | 3-я гвардейская танковая армия | 7-й гвардейский танковый корпус | -          |
| 1.11.1944 года | 1-й Украинский фронт  | 3-я гвардейская танковая армия | 7-й гвардейский танковый корпус | -          |
| 1.12.1944 года | 1-й Украинский фронт  | 3-я гвардейская танковая армия | 7-й гвардейский танковый корпус | -          |
| 1.01.1945 года | 1-й Украинский фронт  | 3-я гвардейская танковая армия | 7-й гвардейский танковый корпус | -          |
| 1.02.1945 года | 1-й Украинский фронт  | 3-я гвардейская танковая армия | 7-й гвардейский танковый корпус | -          |
| 1.03.1945 года | 1-й Украинский фронт  | 3-я гвардейская танковая армия | 7-й гвардейский танковый корпус | -          |
| 1.04.1945 года | 1-й Украинский фронт  | 3-я гвардейская танковая армия | 7-й гвардейский танковый корпус | -          |
| 1.05.1945 года | 1-й Украинский фронт  | 3-я гвардейская танковая армия | 7-й гвардейский танковый корпус | -          |

## Командование бригады

### Командиры бригады
- Белоусов, Владимир Степанович[11] (26.07.1943 — 20.10.1943), гвардии полковник (отстранён);
- Драгунский, Давид Абрамович (20.10.1943 — 09.12.1943), гвардии подполковник (09.12.1943 тяжело ранен);
- Бородин, Александр Сидорович[12] (10.12.1943 — 24.07.1944), гвардии полковник;
- Драгунский Давид Абрамович (25.07.1944 — 20.02.1945), гвардии полковник (выбыл на лечение[13]);
- Калеников, Иван Емельянович (21.02.1945 — 22.04.1945), гвардии майор (ВРИД) (22.04.1945 тяжело ранен)[14][15];
- Шалунов, Алексей Дмитриевич (22.04.1945 — 23.04.1945), гвардии подполковник (ВРИД);
- Драгунский Давид Абрамович (24.04.1945 — 24.06.1945), гвардии полковник

### Заместители командира бригады по строевой части
- Калеников, Иван Емельянович (10.1943 — 20.02.1945), гвардии майор

### Начальники штаба бригады
- Эрзин Михаил Матвеевич (26.07.1943 — 25.01.1944), гвардии капитан (25.01.1944 погиб в бою);
- Зицер Семён Ильич (25.01.1944 — 02.1944), гвардии майор (ВРИД);
- Юрасов Евгений Вячеславович (02.1944 — 03.1944), гвардии майор (ВРИД);
- Тур Василий Иванович (03.1944 — 04.08.1944), гвардии майор;
- Свербихин Григорий Андреевич[16] (04.08.1944 — 17.02.1945), гвардии майор (отстранён[17]);
- Добрынин Владимир Васильевич (18.02.1945 — 02.03.1945), гвардии майор (ВРИД);
- Латин Василий Васильевич (03.03.1945 — 26.03.1945), гвардии майор (ВРИД);
- Шалунов Алексей Дмитриевич (26.03.1945 — 24.06.1945), гвардии подполковник[18]

### Начальники политотдела, заместители командира по политической части
- Дмитриев, Александр Павлович (26.07.1943 — 24.06.1945), гвардии полковник[19]

## Отличившиеся воины
13 воинов бригады были удостоены звания Героя Советского Союза из них Драгунский, Давид Абрамович — дважды, а двое стали полными кавалерами ордена Славы:
|  | Вердиев, Аваз Гашим оглы     | командир отделения автоматчиков 2-й роты моторизованного батальона автоматчиков | гвардии | 23.09.1944                       | cкончался 1.05.1945 в госпитале от ран, похоронен в городе Болеславец в Польше    |
|  | Гулеватый, Трофим Ерёмович   | командир 1-го танкового батальона                                               | гвардии | 27.06.1945                       |                                                                                   |
|  | Дмитриев, Александр Павлович | заместитель командира бригады по политической части                             | гвардии | 27.06.1945                       |                                                                                   |
|  | Драгунский, Давид Абрамович  | командир бригады                                                                | гвардии | 23.09.1944 31.05.1945            |                                                                                   |
|  | Дуплий, Иван Минович         | моторист-регулировщик танков Т-34 317-го танкового батальона                    | гвардии | 03.06.1944                       |                                                                                   |
|  | Калеников, Иван Емельянович  | заместитель командира бригады по строевой части                                 | гвардии | 10.01.1944                       |                                                                                   |
|  | Ковалёв, Андрей Матвеевич    | командир 318-го танкового батальона                                             | гвардии | 10.01.1944                       |                                                                                   |
|  | Косолапов, Виктор Фёдорович  | командир отделения 55-го мотострелково-пулемётного батальона                    | гвардии | 17.11.1943                       | погиб в бою 29.09.1943                                                            |
|  | Новиков, Николай Никитович   | помощник командира взвода разведки роты управления бригады                      | гвардии | 23.09.1944                       |                                                                                   |
|  | Покатилов, Иван Григорьевич  | старший адъютант мотострелково-пулемётного батальона                            | гвардии | 10.01.1944                       | умер от ран 13.01.1945 года, похоронен в колумбарии Новодевичьего кладбища Москвы |
|  | Синдряков, Николай Кузьмич   | командир взвода 55-го мотострелково-пулемётного батальона                       | гвардии | 17.11.1943                       | погиб в бою 29.09.1943                                                            |
|  | Фёдоров, Пётр Еремеевич      | командира 1-го танкового батальона                                              | гвардии | 10.04.1945                       |                                                                                   |
|  | Шурупов, Афанасий Тихонович  | командир 317-го танкового батальона                                             | гвардии | 10.01.1944                       | погиб в бою 8.01.1944, похоронен в селе Троянов                                   |
|  | Джалалов, Халмат             | командир отделения 2-й роты моторизованного батальона автоматчиков              | гвардии | 13.08.1944 09.04.1945 27.06.1945 |                                                                                   |
|  | Лисунов, Василий Филиппович  | автоматчик-разведчик                                                            | гвардии | 19.02.1944 01.02.1945 27.06.1945 | погиб 25.04.1945, похоронен в Рульсдорф, Потсдам, Бранденбург                     |

## Танкисты-асы
| Ф. И.О                      | Должность                           | Звание          | Победы | Типы танков | Обстоятельства подвигов                                                                                            |
| --------------------------- | ----------------------------------- | --------------- | ------ | ----------- | --- |
| Шурупов, Афанасий Тихонович | командир 317-го танкового батальона | гвардии капитан | 3      |             | два танка, одну самоходную пушку, три противотанковых орудия, несколько станковых пулемётов в одном бою 23.07.1943 |

## Награды и почётные наименования
| Награда (наименование)                | Дата награждения                                                                 | За что получена |
| ------------------------------------- | -------------------------------------------------------------------------------- | --- |
| Почётное звание «Гвардейская»         | присвоено приказом Народного комиссара обороны СССР № 0404 от 26 июля 1943 года. | за проявленную отвагу в боях за Отечество с немецкими захватчиками, за стойкость, мужество, дисциплину и организованность, за героизм личного состава                            |
| Почётное наименование «Васильковская» | присвоено приказом Народного комиссара обороны СССР № 051 от 10 марта 1944 года  | за отличия в боях с немецкими захватчиками за освобождение города Васильков, форсирование р. Днепр и действия под Перекопом                                                      |
| Орден Ленина                          | награждена указом Президиума Верховного Совета СССР от 4 июня 1945 года          | за образцовое выполнение заданий командования в боях с немецкими захватчиками при овладении столицей Германии городом Берлин и проявленные при этом доблесть и мужество          |
| Орден Красного Знамени                | награждена указом Президиума Верховного Совета СССР от 19 марта 1944 года        | за образцовое выполнение заданий командования в боях за освобождение городов Староконстантинова, Изяславля, Шумска, Ямполя, Острополя и проявленные при этом доблесть и мужество |
| Орден Суворова II степени             | награждена указом Президиума Верховного Совета СССР от 19 февраля 1945 года      | за образцовое выполнение заданий командования в боях с немецкими захватчиками, за вторжение в немецкую Силезию и проявленные при этом доблесть и мужество                        |
| Орден Богдана Хмельницкого II степени | награждена указом Президиума Верховного Совета СССР от 10 августа 1944 года      | за образцовое выполнение заданий командования в боях с немецкими захватчиками, за овладение городом Львов и проявленные при этом доблесть и мужество                             |

## Послевоенная история
10 июня 1945 года, в соответствии с директивой Ставки Верховного Главнокомандования № 11096 от 29 мая 1945 года, 55-я гвардейская танковая бригада, в составе 7-го гвардейского танкового корпуса вошла в Центральную группу войск.
24 июня 1945 года, на основании приказа НКО СССР № 0013 от 10 июня 1945 года, 55-я гвардейская танковая бригада была преобразована в 55-й гвардейский танковый Васильковский ордена Ленина Краснознамённый орденов Суворова и Богдана Хмельницкого полк (в/ч 58434) 7-й гвардейской танковой Киевско-Берлинской ордена Ленина дважды Краснознамённой ордена Суворова дивизии (в/ч 58391) 3-й гвардейской танковой армии.
Весной 1946 года 3-я гвардейская танковая армия была преобразована в 3-ю гвардейскую механизированную армию, в ноябре того же года была свёрнута в 3-ю отдельную гвардейскую кадровую танковую дивизию. В связи с этим 7-я гвардейская танковая дивизия была свёрнута в 7-й гвардейский кадровый танковый полк, а входящий в неё 55-й гвардейский танковый полк — в 55-й гвардейский кадровый танковый батальон.
Весной 1947 года 3-я отдельная гвардейская кадровая танковая дивизия была передана в состав Группы советских оккупационных войск в Германии. В августе 1949 года 7-й гвардейский кадровый танковый полк был развёрнут в дивизию, 55-й гвардейский кадровый танковый батальон в полк, с местом дислокации город Цербст. 29 апреля 1957 года 3-я гвардейская механизированная армия была переформирована в 18-ю гвардейскую общевойсковую армию, в августе 1964 года управление армии было выведено в Алма-Ату.
В 1968 году, в ходе операции «Дунай», 55-й гвардейский танковый полк в составе 7-й гвардейской танковой дивизии был передан в 1-ю гвардейскую танковую армию.
В начале 80-х годов 55-й гвардейский танковый полк в составе 7-й гвардейской танковой дивизии был передан в 3-ю общевойсковую Краснознамённую армию.
В июле 1990 года 55-й гвардейский танковый полк в составе 7-й гвардейской танковой дивизии был выведен в город Пирятин Киевского военного округа, где дивизия была преобразована в 4214-ю базу хранения вооружения и техники, а полк расформирован.